# Stictoptera ochrota
Stictoptera ochrota là một loài bướm đêm trong họ Noctuidae.